# Вудман, Мэрион
Мэрион Вудман (англ. Marion Woodman; 15 августа 1928 — 9 июля 2018) — канадская писательница, лидер женского движения, юнгианский аналитик.

## Биография
Прошла обучение в Институте Юнга в Цюрихе, Швейцария.
Сотрудничала с другими авторами, такими как Томас Мур, Джилл Меллик, Роберт Блай.
Брат Мэрион Вудман — известный канадский актёр Брюс Боа. Муж — доктор Росс Вудман — профессор английского языка в Университете Западного Онтарио.
7 ноября 1993 года у Мэрион обнаружен рак матки. Следующие два года лечения рака она вела дневник, который позднее был опубликован под названием «Тело: умирание в жизнь».
Мэрион Вудман умерла в своём доме в Лондоне 9 июля 2018 года в возрасте 89 лет.